# Румянцев Володимир Васильович
Володимир Васильович Румянцев — український фізик, спеціаліст з фізики твердого тіла, кристалооптики, фотоніки. Лауреат Премії НАНУ ім. Є. П. Федорова (2004). Завідувач відділу теорії динамічних властивостей складних систем Донецького фізико-технічного інституту ім. О. О. Галкіна, професор Донецького національного університета. Після початку російської окупації Донецької області у 2014 році залишився у Донецьку, співпрацює з російською окупаційною владою.

## Біографія
В 1979 році закінчив Донецький національний університет зі спеціалізацією в галузі теоретичної фізики. В 1979—1982 роках працював в університеті асистентом кафедри фізики.
В 1982—1985 роках навчався в аспірантурі в Донецькому фізико-технічному інституті ім. О. О. Галкіна, а в 1985—1993 роках працював там інженером, молодшим науковим співробітником, науковим співробітником. В 1988 році в Донецькому фізико-технічному інституті ім. О. О. Галкіна захистив кандидатську дисертацію за спеціальністю «теоретична та математична фізика».
В 1993—1995 роках був завідувачем каедрою нових технологій в Донецькому відкритому університеті. В 1994—2000 працював доцентом у Донецькому відділенні Київського національного університету будівництва і архітектури, а в 1996—1997 роках — доцентом кафедри вищої математики Донецького національного технічного університету.
Від 1998 року знову працює у Донецькому фізико-технічному інституті ім. О. О. Галкіна — старшим науковим співробітником, а потім провідним науковим співробітником. У 2007 році захистив докторську дисертацію за спеціальністю «фізика твердого тіла». З 2015 року очолює відділ теорії динамічних властивостей складних систем.
Одночасно з науковою роботою, викладав на посаді професора на кафедрі електронної техніки Донецького національного технічного університету (2010—2011), кафедрі менеджменту Донецького інституту міського господарства (2010—2014), кафедрі теоретичної фізики та нанотехнологій Донецького національного університету (від 2008). Читає курси з загальної фізики, вищої математики, різних розділів отоніки, нанотехнологій, теорії управління. Курує курсовими та дипломними роботами студентів. В 1996—2014 роках був завідувачем фізико-технологічного відділення Донецького національного університету у Донецькому фізико-технічному інституті ім. О. О. Галкіна.
Після початку російської окупації Донецької області у 2014 році залишився у Донецьку, співпрацює з російською окупаційною владою. У 2017 році увійшов до складу «Вищої атестаційної комісії при Міністерстві освіти та науки Донецької Народної Республіки».

## Відзнаки
- 2004 — Премія НАН України імені Є. П. Федорова за роботу «Кримський огляд малих планет», спільно з Миколою Черних і Людмилою Черних[3].